# Gillis Bildt
Didrik Anders Gillis Bildt (født 16. oktober 1820 i Göteborg, død 22. oktober 1894 i Stockholm) var en svensk friherre, officer, embedsmand og politiker, der var Sveriges rigsmarskal fra 1886 til 1894 og Sveriges statsminister fra 1888 til 1889.
Gillis Bildt er tipoldefar til den senere svenske statsminister og udenrigsminister Carl Bildt.